# Mekado
Mekado fue un grupo musical alemán creado por el compositor Ralph Siegel, y formado por las cantantes Melanie Bender, Kati Karney y Dorkas Kiefer. Representó a Alemania en el Festival de la Canción de Eurovisión 1994 con la canción «Wir geben 'ne Party», que obtuvo la tercera posición.

## Historia
El compositor alemán Ralph Siegel y su letrista Bernd Meinunger, autores de canciones para el Festival de Eurovisión como la ganadora «Ein bißchen Frieden», fueron elegidos por selección interna para hacer la canción alemana de la edición de 1994 celebrada en Dublín, Irlanda.
Los autores presentaron para la ocasión al trío femenino «Mekado», un acrónimo de las tres cantantes que lo conformaban: Melanie Bender, Kati Karney y Dorkas Kiefer. De todas ellas Melanie era la hija de Steve Bender, miembro de los exrepresentantes Dschinghis Khan; Kati venía de ganar un concurso de jóvenes talentos, y Dorkas era la única que había sacado varios sencillos en solitario.
La canción presentada, «Wir geben 'ne Party» (en español: «Daremos una fiesta»), fue escrita en alemán porque las reglas de Eurovisión en aquella época no permitían elegir el idioma. Sin embargo, incluía numerosos anglicismos y el propio título era comprensible para un angloparlante, pues en inglés podía traducirse como «We're giving a party». Las Mekado estuvieron acompañadas sobre el escenario por Rhonda Heath (corista), Jerry Rix (teclado) y Barbara Margeth (batería).
Mekado obtuvo el tercer puesto en la edición de 1994 y solo fue superada en la clasificación por Irlanda y Polonia. Después del festival, se confirmó la separación del grupo y cada una de sus miembros emprendió carreras en solitario.